# Józef Korzeniowski (1797–1863)
Józef Korzeniowski (ur. 19 marca 1797 w Brodach, zm. 17 września 1863 w Dreźnie) – polski poeta, powieściopisarz, nowelista i dramaturg. Uważany za czołowego twórcę dramatu romantycznego, najwybitniejszego przedstawiciela powieści biedermeierowskiej oraz mistrza narracji.
Prekursor realizmu społecznego oraz powieści psychologicznej, ojciec pozytywistycznej nowelistyki, a także inicjator balzakowskiej panoramy społecznej na gruncie literatury polskiej; część jego drobnych utworów nosi znamiona czarnego romantyzmu, gdzie elementy grozy i niesamowitości podporządkowane zostały jednak nauce moralnej w duchu katolickim. Stawiany obok Aleksandra Fredry jako najznakomitszy komediopisarz epoki romantyzmu. Przyczynił się do powstania tzw. komedii charakterów. Od XX wieku niemalże zapomniany i według świadectwa J. Stempowskiego czytany jedynie przez wąskie grono badaczy.
Absolwent, a później pedagog i profesor literatury polskiej w Liceum w Krzemieńcu. Naukowo zajmowała go sztuka wymowy oraz poetyka, czego owocem była rozprawa teoretyczno-literacka – Kurs poezji. Po zamknięciu szkoły krzemienieckiej wykładał filologię klasyczną na uniwersytecie w Kijowie. Jako myśliciel i wychowawca głosił, że jedynie wiara i wartości chrześcijańskie są w stanie zapewnić szczęście.
Początkowo jego twórczość ogniskowała się wokół problematyki krzywdy i zemsty, ironii losu oraz romantycznego buntu; w oparciu o takie ideały powstał schillerowski dramat Karpaccy górale, jedno z najgłośniejszych wydarzeń teatralnych epoki. Tendencjom tym towarzyszyła troska o wierne odmalowanie wizerunków psychologicznych postaci oraz propagowanie odpowiednich wzorców etycznych. Później Korzeniowski skupił się na realistycznej obserwacji problemów moralnych i społecznych dziewiętnastowiecznej szlachty. Sam autor określał ją jako „żywioł teraźniejszości” i tym terminem dał podwaliny pod dojrzałą prozę polską okresu pozytywizmu. Choć jego powieści oceniane są dziś jako najbardziej wartościowa część jego dorobku, zwrot pisarza w stronę prozy spotkał się z ostrą krytyką niektórych ówczesnych kręgów intelektualnych, zarzucających Korzeniowskiemu porzucenie, potrzebnego narodowi, idealizmu na rzecz badania zwykłej codzienności, konserwatyzm oraz hołdowanie patriarchalnemu modelowi rodziny. Mimo iż Korzeniowski objawił się jako obserwator życia społecznego oraz realista ukazujący wyzysk i niesprawiedliwość, ogromną rolę przypisywał działaniu Boga w świecie, wiarę zaś pojmował jako niezbędną cnotę.

## Życiorys
Był uczniem infimy w Zbarażu, do drugiej klasy uczęszczał w Czerniowcach. W latach 1808–1823 kształcił się w Liceum Krzemienieckim. Szczególny wpływ wywarł na niego nauczyciel wymowy i poezji Alojzy Osiński. Do 1820 roku był guwernerem Zygmunta Krasińskiego. Po kilkuletnim pobycie w Warszawie, w 1823 wrócił do Krzemieńca, gdzie został profesorem liceum. Od 1829 był członkiem Towarzystwa Przyjaciół Nauk. W latach 1833–1838 czynny jako wykładowca filologii klasycznej na uniwersytecie kijowskim, w latach 1838–1846 na stanowisku dyrektora gimnazjum w Charkowie.
Od 1846 zamieszkał w Warszawie. Od 1848 pełnił funkcję wizytatora jako członek Rady Wychowania. Był jednym z założycieli Szkoły Głównej, a także autorem haseł do 28-tomowej Encyklopedii Powszechnej Orgelbranda publikowanej w latach 1859–1868 (jego nazwisko wymieniono w pierwszym tomie z 1859 roku na liście twórców zawartości tej encyklopedii). W 1863 roku wyjechał do Drezna.
Pochowany na cmentarzu Powązkowskim (kwatera 26-1-13).

## Dzieło twórcze

### Okres charkowski (1825–1845)

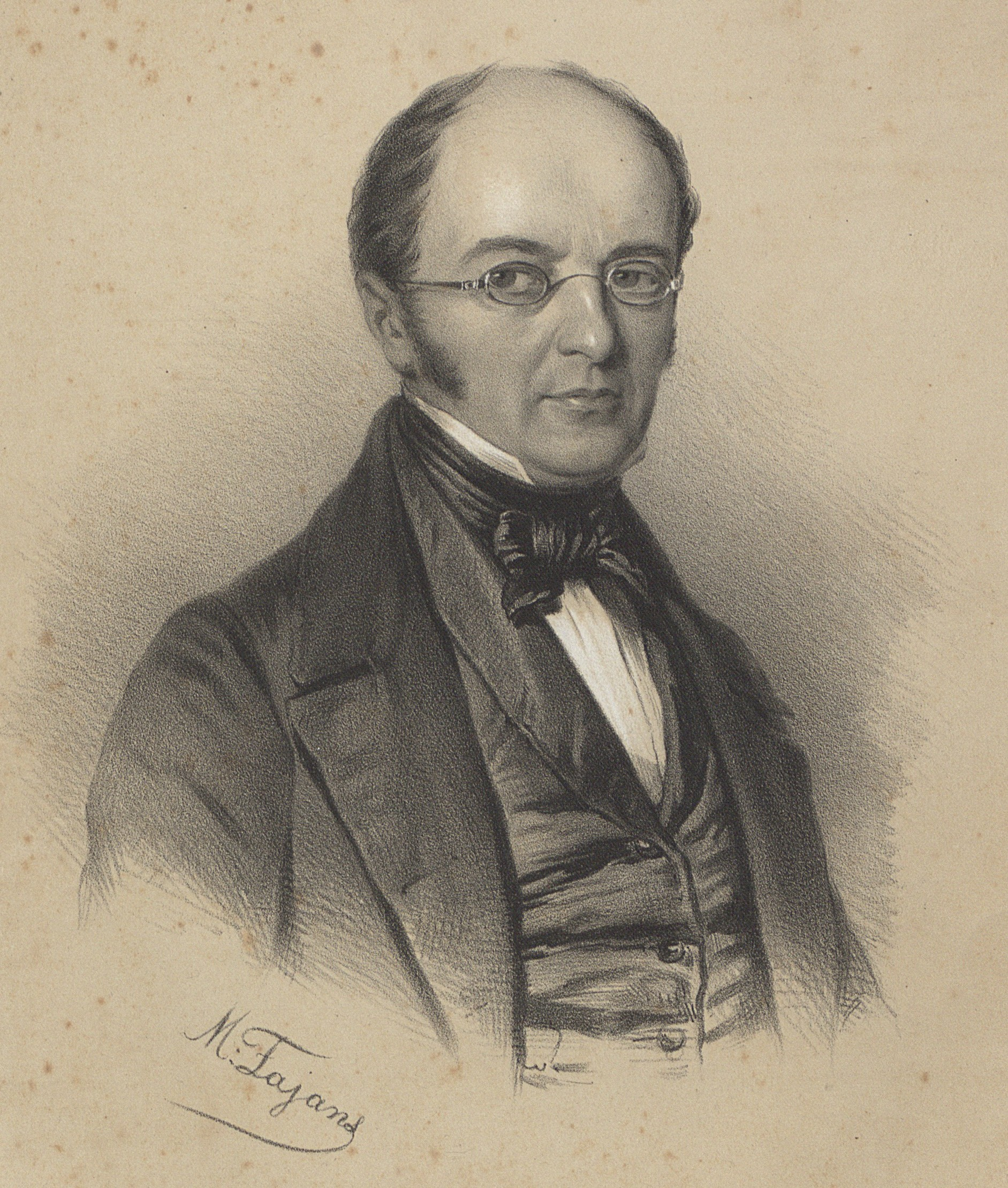
Józef Korzeniowski w okresie tworzenia pierwszych dramatów

Korzeniowski zaczął pisać wcześnie, jeszcze w latach szkolnych. Powstawały wówczas nie tylko liczne projekty – niezrealizowanych jeszcze sztuk scenicznych, ale również klasycystyczne ody. W początkowym okresie swojej dojrzałej twórczości jednak zajął się wyłącznie dramatami, z którymi łączył swe największe młodzieńcze nadzieje. W tym okresie swej działalności literackiej pisarz przejawiał cechy twórcy romantycznego. Zauważając sporo braków w teatrze oświeceniowym, a przede wszystkim brak spontaniczności i pogłębionego psychologizmu, stanął po stronie młodej formacji literackiej, inspirując się głównie niemieckim okresem burzy i naporu. Przetłumaczył również Króla Jana Williama Shakespeare’a.

#### Stosunek do romantyzmu
Podczas młodzieńczego pobytu w Warszawie Korzeniowski zapoznał się z nowymi nurtami w literaturze, zwłaszcza z niemieckim Sturm und Drang oraz romantycznością. Jednocześnie, znalazłszy się w ogniu starć pomiędzy klasykami a romantykami, sam nie podjął zdecydowanej linii rozwoju w obranym kierunku. W 1821 napisał co prawda szereg ballad i dumek, ale miały one charakter bardziej sentymentalny niż romantyczny, nawet jeżeli korzystały z orientalnego kolorytu czy elementów niesamowitości. Już jednak w dwa lata później, czyli w czasie opublikowania Wiersza do Morawskiego, widoczne stają się u Korzeniowskiego ślady inspiracji głośnej rozprawy Kazimierza Brodzińskiego O klasyczności i romantyczności.
Pod wpływem romantyków Korzeniowski na pewien tylko czas porzucił prymat warsztatu i żmudnego polerowania formy, właściwy dla szkoły oświeceniowej. Postulat spontaniczności tworzenia nie był najwidoczniej w jego wykonaniu czymś głębokim, skoro swoje dojrzałe utwory starannie przepisywał nawet kilka razy. Od romantyków przejął Korzeniowski bez wątpienia pogardę dla kopiowania europejskich wzorów i aprobatę wzorców narodowych, którą wyraził wprost w wierszu Chwała poety. Jakkolwiek pisarz czerpał z inspiracji, jakie niósł nowy nurt w literaturze, nigdy nie stanął po stronie „czucia i wiary” w walce Adama Mickiewicza z Janem Śniadeckim, a w późniejszym czasie nie krył swojej niechęci względem większości ideałów romantycznych.

#### Dymitr i Maria
Tragedia romantyczna Dymitr i Maria (tytuł lwowski to Wróżba i zemsta) powstała bezpośrednio po ukończeniu Pelopidów. Choć wystawienie sztuki poprzedziła deklaracja autorska, w której pada wyznanie o utrudzeniu ciągłym pisaniem utworów scenicznych w duchu neoklasycystycznym, jej styl i kompozycja w gruncie rzeczy nie wniosła wielu innowacji. Współcześni badacze często wykazują niekonsekwencję, z jaką Korzeniowski podjął się pracy nad swoim najnowszym dziełem. Okazało się bowiem, że tragedia ta zasługuje na miano romantycznej jedynie w sferze zewnętrznej, ściślej: w dekoracjach oraz nastroju. Co do kompozycji, trzymała się ona jeszcze normy i konwencji panującej w kulturze wysokiej epoki Księstwa Warszawskiego, a znanej z takich dzieł jak choćby Barbara Radziwiłłówna Alojzego Felińskiego. W istocie pisarzowi udało się świadomie przezwyciężyć tę klasycystyczną manierę dopiero w następnej sztuce, Piękna kobieta (tytuł lwowski Piękność zgubą). Krytycy często zarzucali tragedii Korzeniowskiego brak dramatycznego starcia nierozwiązywalnych racji, walki namiętności, a zamiast tego – częste popadanie w morał, którego przesłanie mówiło o możliwości skruchy i pojednania, nawet w najmroczniejszych sytuacjach życiowych. Stąd też niektórzy badacze twierdzą, że Dymitr i Maria jest utworem raczej z pogranicza tragedii, niż tragedią sensu stricto. Nie przeszkodziło to jednak dziełu w zdobyciu uznania i sławy.
Temat Dymitra i Marii był ówczesnym widzom dobrze znany, a zyskał literacką popularność zwłaszcza dzięki powieści poetyckiej Antoniego Malczewskiego Maria. Maria kocha ze wzajemnością Dymitra, jednak nad głowami obojga od początku zawisa cień zagłady: ona ostatecznie zostaje utopiona w stawie przez osoby przeciwne temu związkowi. Autor nadaje całej intrydze głębię psychologiczną. Wojewoda, główny sprawca zabójstwa, jest bardziej narzędziem fatum niż zbrodniarzem na mocy samej woli; nie należy on ponadto do postaci demonicznych, w jakich lubował się czarny romantyzm. W końcu i on ponosi ciężką karę za swój nie do końca zawiniony czyn: jego ukochany syn popełnia samobójstwo. Sytuacja komplikuje się jeszcze bardziej, kiedy poznajemy motywy działania Wojewody. Było nimi bowiem przekonanie o możliwości lepszego ożenku jego pierworodnego. Wszystko to sprawia, że Dymitr i Maria stanowi pierwszą tragedię krzywdy w twórczości Korzeniowskiego. Przy tym pojawiają się elementy tajemniczości i grozy: wróżba, złe przeczucia, obawa zemsty. Na scenie zjawia się rywal Dymitra o rękę Marii, Stefan, przypominający „czarny charakter” z powieści gotyckich, a także Cyganka mszcząca się za swoją krzywdę i zawsze wróżąca jedynie niedolę. Piętno wyraźnej stylizacji nosił również wystrój sceny. W scenie 1 aktu V można przeczytać opis: „Miejsce nad brzegiem Bugu. Noc. Grzmi i błyska”.

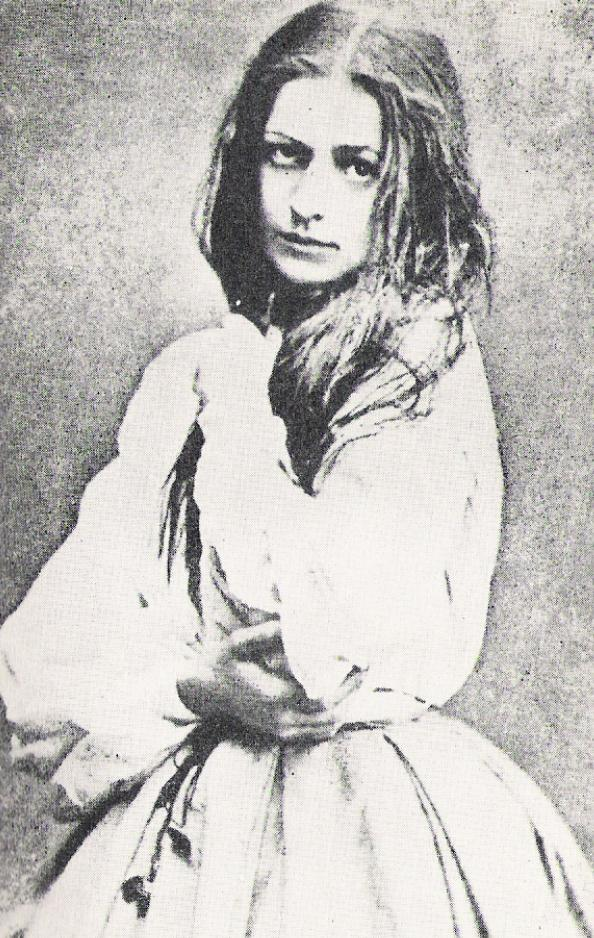
Helena Modrzejewska w roli Praksedy, głównej bohaterki Karpackich górali

#### Karpaccy górale
Już za życia Korzeniowskiego opublikowanie dramatu o Hucułach –Karpaccy górale, uważano za punkt kulminacyjny w twórczości tego pisarza. Osadzone na konkretnym podłożu etnograficznym i społecznym dzieło powstało na linii romantycznych fascynacji ludowymi herosami, mieszkańcami gór i lasów wymierzającymi sprawiedliwość, buntującymi się przeciwko ludzkiej krzywdzie, ideału zrealizowanego w takich dziełach jak Rob Roy Waltera Scotta, a przede wszystkim Zbójcy Fryderyka Schillera. Główny bohater, góral Antoś zostaje za sprawą zawistnego Prokopa, bezprawnie wcielony do wojska. Kiedy zniewagi i krzywda spadają na jego owdowiałą matkę, Hucuł dezerteruje i dopuszcza się zabójstwa na swoim prześladowcy. Nie mając innego wyjścia, przystaje do bandy zbójników, porzucając swoją narzeczoną, która z nieszczęścia traci zmysły. Dzieło jest więc dramatem namiętności i wielkich idei, bardzo moralizatorskim, choć swego czasu posądzanym przez niektórych o niemoralność. Szczególnie silne emocje wywołała scena końcowa utworu, w której wierny i dobrotliwy Maksym, z litości do oszalałej z powodu utraty ukochanego Praksedy, topi ją w stawie. W czasie pierwszych premier pojawiały się głosy oburzenia z powodu tak drastycznego zakończenia.

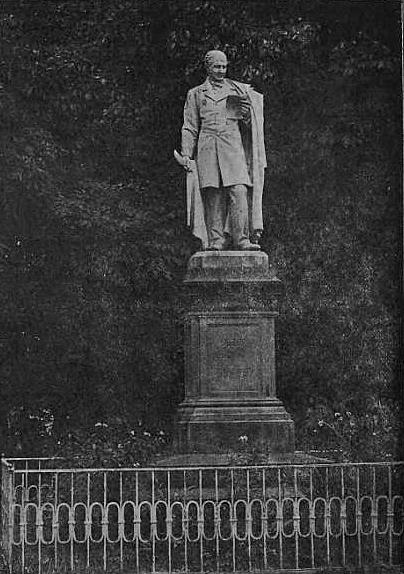
Pomnik Józefa Korzeniowskiego w rodzinnych Brodach (1904)

Karpaccy górale okazali się pierwszym tak dojrzałym i samodzielnym dramatem Korzeniowskiego. Zrywając ścisłe związki z klasycystycznymi konwencjami, autor postawił na autentyczność, „tchnienie prawdy”, stając tym samym po stronie obozu romantyków. Pierwsza inscenizacja Karpackich górali początkowo stała się jednym z największych wydarzeń kulturalnych epoki; do łez wzruszenia przyznawał się Zygmunt Krasiński, zachwyceni byli także aktorzy, jak Antoni Benza oraz krytycy literaccy tej rangi, co Edward Dembowski czy Kazimierz Władysław Wóycicki. „Dramat Korzeniowskiego w pierwszym, bezpośrednim zetknięciu z czytelnikiem czynił wrażenie wstrząsające i wzruszał głęboko”. Choć zdarzały się głosy krytyczne, zwłaszcza w odniesieniu do mankamentów konstrukcyjnych, w powszechnej opinii utwór urósł do rangi arcydzieła i od razu trafił do podręczników historii literatury polskiej. Współczesna krytyka zauważa, że jest on najgłębszym ideowo, najwznioślejszym i najdoskonalszym warsztatowo dramatem Korzeniowskiego.
Z dramatu Karpaccy górale pochodzą zwrotki znanej po dziś dzień pieśń „Czerwony pas” (bez refrenu).
Charkowskiemu okresowi życia pisarza Marian Karol Dubiecki poświęcił kilka stron ostatniego rozdziału swojej książki Na kresach i za kresami.

### Okres warszawski (1846–1863)
W tym okresie Korzeniowski, silniej niż dotąd, uwydatnił swoją wiarę w ład moralny. Krytycy zarzucali mu jednocześnie nadmierną aprobatę dla patriarchalnego modelu rodziny. Pisarz bowiem, zwłaszcza w dwóch pierwszych powieściach, za protagonistę obrał sobie postać młodej dziewczyny w sytuacji, w której musiała podporządkować się decyzji rodziców (co ważne: wątpliwej pod względem etycznym). W Spekulancie posłuszeństwo takie uchroniło Klarę od nieszczęścia, w Kollokacji zaś nieposłuszeństwo Kamili, przejawiające się w krytyce złego postępowania ojca, musiało przejść przez ekspiację, aby bohaterka mogła zaznać szczęścia przy boku ukochanego.

#### SpekulantiKollokacja
Pierwsza powieść Korzeniowskiego, Spekulant (1845), znaczyła najważniejszą cezurę w twórczości pisarza, którą było porzucenie teatru na rzecz prozy realistycznej. Wielu spośród jego dotychczasowych wielbicieli z żalem wypominało mu tę konwersję. Do dziś dzieli ona opinie historyków literatury. Sam autor tłumaczył ją co prawda spadającym poziomem produkcji teatralnych w Polsce oraz nieprzychylnością dyrektorów scen względem jego najnowszych sztuk, w istocie chodziło jednak o to, iż Korzeniowski – coraz bardziej zaangażowany w problemy współczesności, odnalazł w powieści nowy potencjał dla swoich pouczeń moralnych i psychologicznych obserwacji. Aby być jak najbliżej realiów, zajął się obserwacją wyłącznie bliskiej mu współczesności (teoria „żywiołu teraźniejszości”) oraz porzucił powszechny dotychczas paradygmat sentymentalny, tworząc raczej w duchu balzakowskim i dickensowskim.

...dobrze przyjętym był magnat dumny swym pochodzeniem i arystokratka wierząca, że Pan Bóg dla niej osobną wymyślił glinę, jak i urzędnik, który łaską, pracą lub szczególną zdolnością wydobył się z zakątów biura do krzesła sesjonalnego stołu, jak i bankier trzymający dwa palce w kieszeni kamizelki i bawiący się tam dukatami, jak i artysta przypatrujący się cudnym formom i efektom grup i pojedynczych piękności, jak i nareszcie autor przysłuchujący się mozaice rozmowy i zbierający wzorki ze wszystkich...

Spekulant nie zapowiadał jeszcze epickiego rozmachu Krewnych; autor skupił się tam na jednej rodzinie, a nie na całej panoramie społecznej. Toteż tematem powieści jest życie i upadek Augusta Molickiego, spekulanta matrymonialnego i łowcy posagów, którego dzieje stały się dla Korzeniowskiego podstawą do nauki o władającej światem harmonii etycznej. Szczególny nacisk padł na przeżycia zakochanej w spekulancie Klarze, która łudzi się co do jego niewinności. Wyeksponowane zostały również postacie ekscentryków: poety Piotra i cynicznego filozofa Kaspra. „Wybieram zawsze takie przedmioty, które by mi dały powód odkryć jaką interesującą stronę serca lub umysłu”, pisał autor. Powieść okazała się wielkim sukcesem.

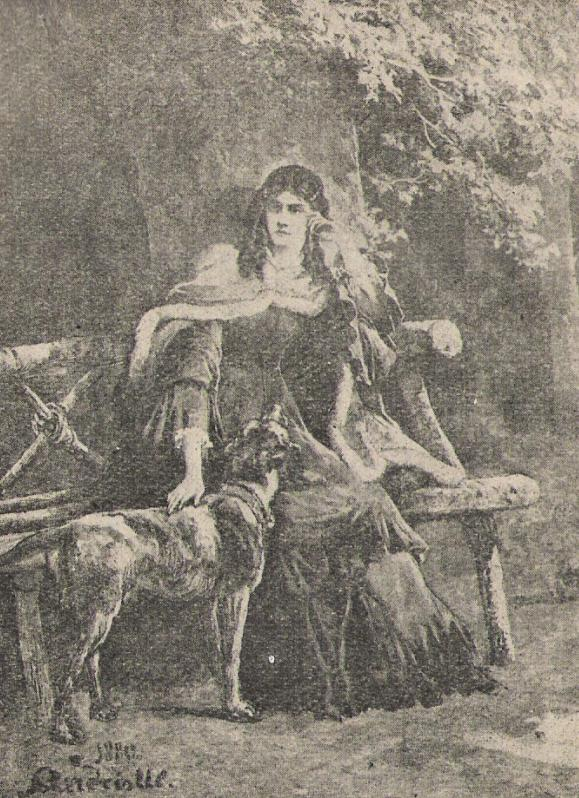
Rycina Michała E. Andriollego do powieści Kollokacja

W rok później powstała następna powieść obyczajowa Korzeniowskiego, Kollokacja (wyd. 1847), w której autor rozszerzył obszar swoich zainteresowań. Obok wątku miłosnego i rodzinnego (starannie dopracowane sylwetki psychologiczne), tematem utworu stały się narodziny polskiego kapitalizmu, niszczącego odwieczne wartości, opierającego się na wyzysku i niesprawiedliwości. Spoiwem dzieła jest romans Kamili i Józefa, którzy nie mogą się pojednać z uwagi na konflikt obu rodzin. Podłożem są zaś interesy handlowe i ekonomiczne, stawiane we współczesnym świecie wyżej od uczucia. Cała historia przesiąknięta jest jednak optymizmem, kończy się bowiem obrazem szczęścia rodzinnego jako nagrody za cnotę cierpliwości. W dwóch pierwszych powieściach Korzeniowskiego ujawniają się zupełnie nowe tendencje: obszar zainteresowań pisarza przeniósł się do miasta. Jednocześnie, choć autor Spekulanta porzucił dramat na rzecz pisania prozy realistycznej, jego powieści odznaczają się dramatyzmem scenicznym, zarówno jeśli chodzi o budowanie akcji, jak o sferę kompozycji. Bywało, iż Korzeniowski w późniejszym czasie wprost nazywał swoje narracje „dramatem opowiedzianym”.

#### Garbaty
Konwersja Korzeniowskiego związana ze zmianą gatunku literackiego uznawana była przez wielu za marnowanie talentu. Powieść uważano wówczas za pole działalności literackiej niższego rzędu, dramat zaś – za najbardziej szlachetny przejaw geniuszu. Wymagało to zatem włączenia się samego Korzeniowskiego w dyskusję nad miejscem i znaczeniem powieści.
W 1853 na półki księgarń trafiła kolejna powieść Korzeniowskiego, Garbaty. Jej znaczenie dla prozy realistycznej było podwójne: jednocześnie wysuwała ona ściśle określony i dojrzały już program realizmu psychologicznego (vide: reakcja na głosy krytyczne), a zarazem skupiła się na problemie uprzedzeń społecznych i nieszczęśliwej miłości artysty. Bohaterem utworu jest ułomny malarz przeżywający męki z powodu nieodwzajemnionego uczucia do kobiety. Odtrącony z powodu odrażającego wyglądu, ponosi klęskę osobistą, ale i związaną z nazbyt ciężkim brzemieniem, jakie nałożył na niego geniusz twórczy.
Rozdział dwunasty powieści zawiera manifest „programu organiczowskiego”. Korzeniowski postuluje w nim realistyczne ujęcie społeczeństwa polskiego, zarówno jego blasków, jak i cieni, bez idealizacji czy psychologicznych uproszczeń.

#### Nowele, opowiadania i szkice
Pisarz najbardziej znany jest jako autor powieści oraz dramatów, jednak pewną część jego twórczości zajmują również mniejsze formy literackie: powiastki, szkice, opowiadania oraz nowele. Wydano ich łącznie 24 z dwoma pozostałymi w rękopisie. Autor lubił ten rodzaj twórczości, która ze względu na skromny rozmiar wymagała dyscypliny i zwięzłości. W 1858 roku w liście do Karola Estreichera napisał: „Lubię ten rodzaj kompozycji. Jest on trudny, choć szczupłe ma granice, i dlatego może dla mnie ponętny, że nie mam współzawodników”.

#### Krewni
Czterotomowa powieść Krewni uchodzi za najdoskonalsze dzieło Korzeniowskiego oraz szczyt jego możliwości w dziedzinie prozy. Stanowi ona równocześnie najrozleglejszą panoramę społeczną w dorobku pisarza, a także (w opinii przeważającej większości historyków literatury) najwybitniejszy przykład powieści obyczajowej polskiego romantyzmu. Zdaniem Kazimierza Wyki jej warstwa ideowa i estetyczna, wyprzedzając swoje czasy, należała już do „arsenału przyszłej myśli pozytywistycznej”.
Głównym przesłaniem dzieła, osadzonego podobnie jak Kollokacja w rzeczywistości kapitalistycznej, była wyższość praktycznego działania nad zrywami narodowowyzwoleńczymi, rozsądku nad marzeniem. Jego osią są losy dwóch braci, z których pierwszy podejmuje pracę rzemieślniczą. Autor nadaje tej decyzji nie tylko znaczenie praktyczne, ale i moralne (odejście od kapitalistycznego wyzysku, autonomiczne decydowanie o własnym losie oraz etos uczciwej pracy). Nauka Korzeniowskiego ujawniła się przy tym
„w całym szeregu bezpośrednio czynionych odautorskich uwag, ostrzeżeń, pouczeń lub skarceń”. W obrazie wszystkich warstw społecznych XIX-wiecznej Warszawy na pierwszy plan rzuca się środowisko rzemieślnicze, wraz z jego przywiązaniem do swojszczyzny i obyczaju narodowego.
W trakcie całej swojej działalności prozatorskiej Korzeniowski stale poszerzał pole obserwacji i krąg swoich zainteresowań. Tendencja ta zmierzała ku stworzeniu powieści-syntezy. Toteż Krewni stanowili ukoronowanie takich dążeń pisarza. W zamierzeniu swoją przygodę z prozą Korzeniowski miał zakończyć właśnie wraz z opublikowaniem tej powieści. Odczuwał jednak pewien niedostatek, skoro w siedem lat po druku, a na kilka miesięcy przed śmiercią, planował nową powieść, która „miała objąć rozmaite klasy naszego społeczeństwa w ich najbardziej życiowych obawach”. Krewnymi zachwycała się swego czasu Eliza Orzeszkowa, nadając Korzeniowskiemu pozycję mistrza realizmu. Dzieło okazało się prekursorskie względem wczesnopozytywistycznej powieści tendencyjnej.

## Upamiętnienie
W rodzinnych Brodach imieniem Józefa Korzeniowskiego nazwano ulicę, przy której w 1898 obok parku Rojekówka odsłonięto jego pomnik dłuta rzeźbiarza Antoniego Popiela, natomiast w stulecie urodzin pisarza 21 lipca 1897 odsłonięto tablicę jemu poświęconą w Starych Brodach. Po odzyskaniu przez Polskę niepodległości władze II Rzeczypospolitej 31 grudnia 1920 zatwierdziły imię Józefa Korzeniowskiego dla Państwowego Gimnazjum w Brodach.

## Twórczość

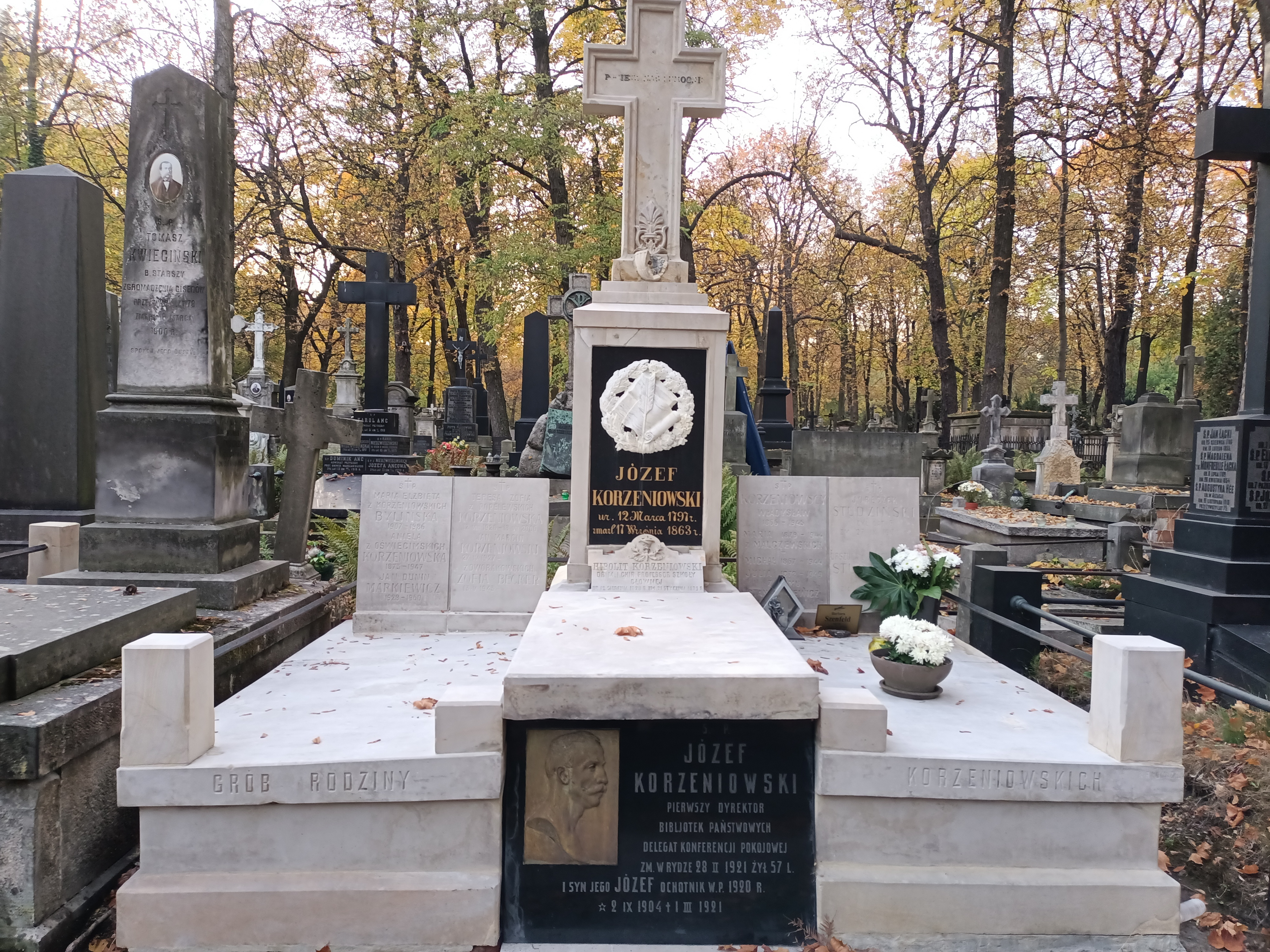
Grób Józefa Korzeniowskiego na cmentarzu Powązkowskim

### Poezja
- Drzewko złamane (1821)
- Ostatnia praca (1821)
- Światełko (1821)
- Tren Omnii w dolinie Beder (1821)
- Chwała poety (1821)

### Utwory sceniczne
| - Żydzi (1843) - Panna mężatka (1844) - Okno na pierwszym piętrze (1844) - Pośredniczka (1846) - Autorka (1849) - Majster i czeladnik (1851) - Wąsy i peruka (1852) - Dwaj mężowie (1851) | - Qui pro quo (1851) - Sąd przysięgłych albo Pozory (1853) - Gentile Bellini (1856) - Cyganie (1857) - Majątek albo imię (1859) - Beata (1860) - Śpiący Kupidyn (1861) |

### Powieści i opowiadania
| - Spekulant (1845) - Kollokacja (1846; 1847) - Wędrówki oryginała (1848) - Nowe wędrówki oryginała (1850) - Garbaty (1853) - Tadeusz Bezimienny - Pan Stolnikiewicz | - Szczęście za górami - Wyprawa po żonę - Druga żona - Wdowiec - Emeryt - Pojedynek |

## Ekranizacje
Na podstawie utworów Józefa Korzeniowskiego zrealizowano następujące filmy i spektakle:
- Karpaccy górale (1915)
- Zaręczyny aktorki (1963, reż. Tadeusz Byrski) spektakl telewizyjny
- Mistrz tańca (1968, reż. Jerzy Gruza)
- Kollokacja (1969, reż. Maryna Broniewska) spektakl telewizyjny
- Panna mężatka (1976, reż. Tadeusz Aleksandrowicz) spektakl telewizyjny
- Doktor medycyny (1977, reż. Tadeusz Aleksandrowicz) spektakl telewizyjny